# فراوندورف
فراوندورف (به آلمانی: Frauendorf) یک شهر در آلمان است که در اوبرشپریوالد-لاوزیتس واقع شده‌است. فراوندورف ۸۰۴ نفر جمعیت دارد.